# Особняк Супрунова
Особняк И. А. Супрунова — здание в Ростове-на-Дону, расположенное на Пушкинской улице (дом 79). Особняк был построен в начале XX века и принадлежал ростовскому зернопромышленнику и конезаводчику Ивану Александровичу Супрунову. Здание имеет статус объекта культурного наследия регионального значения.

## История
Особняк И. А. Супрунова был построен в начале XX века. Со строительством этого дома связана городская легенда. Якобы Супрунов во время своей поездки в Италию решил прогуляться по улицам Неаполя (по другой версии — Генуи). Купца настолько поразил один изысканный особняк, что он решил во что бы то ни стало купить его и привезти в Ростов. Купец обратился к хозяину дома с этим предложением. Владелец особняка вначале отказывался, но Супрунов предложил ему такую большую сумму, что он согласился. Особняк разобрали, погрузили на баржу и перевезли в Ростов-на-Дону. Там особняк восстановили, за его сборкой Супрунов наблюдал лично. Однако есть мнение, что слухи об итальянском происхождении особняка распространил сам Супрунов, чтобы привлечь внимание к своему бизнесу. Согласно другой версии, записанной со слов дочери Супрунова, дом был построен из местных материалов по проекту, привезённому купцом со Всемирной выставки 1910 года в Брюсселе.
Особняк был облицован мрамором и майоликой. Оконные проёмы имели полуциркульные завершения, центральный вход был оформлен мраморным порталом. Перед домом располагался палисадник, а за особняком был разбит сад с бассейном, облицованном голубой майоликой. Вдоль Пушкинской улицы была установлена ограда на высоком цоколе с кованой решёткой. В налоговых документах дом был оценён в 17 тыс. рублей. В особняке Иван Супрунов жил со своей семьёй.
После прихода советской власти особняк национализировали, а Супрунов был арестован и пропал без вести. В бывшем доме Супрунова разместились ясли и детский приёмник. Во время Великой Отечественной войны особняк подвергся серьёзным разрушениям: были утрачены мраморная облицовка, крыша и парапеты. В первой половине 1950-х годов дом был реконструирован в псевдоклассическом стиле и передан под жильё сотрудникам СКЖД. От первоначального декора сохранилась облицовка цокольного этажа тёмным мрамором.

Скульптура И. А. Супрунова
Мемориальная вывеска